# Südergellersen
Südergellersen är en kommun och ort i Landkreis Lüneburg i förbundslandet Niedersachsen i Tyskland.
Kommunen ingår i kommunalförbundet Samtgemeinde Gellersen tillsammans med ytterligare tre kommuner.